# Travis Banks
Travis Bligh (Bulls, 15 febbraio 1987) è un wrestler neozelandese meglio noto con il ringname Travis Banks.

## Carriera

### WWE (2017–2020)

#### NXT UK(2017–2020)
Bligh rivelò che il 1º aprile 2017 di aver firmato un contratto con la WWE, debuttando ai WrestleMania Axxess facendo coppia con TK Cooper contro Mustafa Ali e Rich Swann. Il 18 maggio 2018 venne annunciato che Banks avrebbe preso parte al torneo per determinare il contendente n°1 al WWE United Kingdom Championship, eliminando Ligero, Ashton Smith e Joe Coffey e venendo sconfitto in finale da Zack Gibson. Successivamente, Banks venne assegnato al roster di NXT UK, dove iniziò, nel 2019, una faida con Jordan Devlin, conclusasi con la vittoria di Devlin nella puntata di NXT UK del 6 marzo quando questi sconfisse Banks in un Falls Count Anywhere match. Nella puntata di NXT UK del 5 giugno Banks vinse un Fatal 4-Way match che comprendeva anche Dave Mastiff, Joe Coffey e Jordan Devlin, diventando il contendente n°1 al WWE United Kingdom Championship di Walter, il quale tuttavia lo sconfisse nella puntata del 26 giugno. Il 25 gennaio, a Worlds Collide, Banks partecipò ad un Fatal 4-Way match per l'NXT Cruiserweight Championship che comprendeva anche il campione Angel Garza, Isaiah "Swerve" Scott e Jordan Devlin ma il match venne vinto da quest'ultimo. Nella puntata di NXT UK del 26 marzo Banks affrontò poi Devlin per l'NXT Cruiserweight Championship ma venne sconfitto. Nella puntata di NXT UK del 2 aprile Banks partecipò ad una 20-man Battle Royal per determinare il contendente n°1 all'NXT United Kingdom Championship di Walter ma venne eliminato.
Non molto tempo dopo, poi, Banks venne licenziato dalla WWE.

## Nel wrestling

### Mosse finali
- Lion's Clutch (Arm trap crossface)
- Kiwi Crusher (Fisherman driver)
- Slice of Heaven (Springboard enzuiguri)
- German Suplex
- Roaring Knee Strike
- Spinning torture rack slam

### Soprannomi
- "The Kiwi-Buzzsaw/Terminator"

### Musiche d'ingresso
- Kiwi Buzzsaw di CFO$ (WWE; 2018–2020)

## Titoli e riconoscimenti

### Sumo
- Oceania Sumo Wrestling Championship
  - Medaglia d'oro nei mesi medi (2017)

### Wrestling professionistico
- Attack! Pro Wrestling
  - Attack! 24:7 Championship (1)
- Defiant Wrestling
  - Defiant Internet Championship (1)
- Fight Club: Pro
  - FCP World Championship (1)
  - Infinity Tournament (2016)
- Impact Pro Wrestling
  - IPW New Zealand Heavyweight Championship (2)
  - Armageddon Cup Championship (1)
- Lucha Forever
  - Lucha Forever Championship (1)
- New Zealand Wide Pro Wrestling
  - NZWPW Tag Team Championship (1) – con J.C. Star
- Progress Wrestling
  - Progress World Championship (1)
  - Super Strong Style 16 (2017)
- Pro Wrestling Illustrated
  - 67º tra i 500 migliori wrestler secondo PWI 500 (2018)
- Revolution Pro Wrestling
  - Undisputed British Tag Team Championship (1) – con Chris Brookes
- White Wolf Wrestling
  - Triple W Undisputed Championship (1)